# Gilbert de Goldschmidt

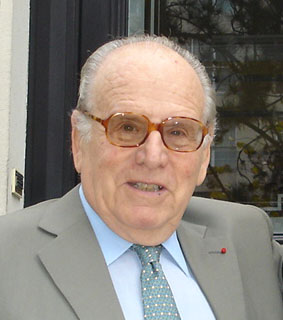
Gilbert de Goldschmidt (2006)

Gilbert de Goldschmidt (geboren als Victor Emanuel Gilbert Fritz von Goldschmidt-Rothschild, * 26. April 1925 in Berlin; † 1. Januar 2010 in Paris) war ein französischer Filmproduzent und Schriftsteller.

## Leben
Gilbert de Goldschmidt wurde in Berlin geboren und verbrachte seine Kindheit in Paris. 1940 verließ er Europa auf einem der letzten Schiffe Richtung USA, der „Quanza“. Goldschmidt trat freiwillig in der US-Armee ein und landete 1944 in Frankreich. Nach dem Zweiten Weltkrieg begann er mit der Produktion von Kinofilmen mit Geldern aus dem Marshallplan. Nachdem er Produktionsregisseur geworden war, gründete er 1951 zusammen mit amerikanischen Partnern die „Madeleine Films“, eines der ältesten unabhängigen Filmproduktionshäuser Frankreichs.
Gilbert de Goldschmidt hat mehr als 40 Filme produziert oder co-produziert, für die er die „Goldene Palme“ in Cannes und eine Oscar-Nominierung gewonnen hat. Von Fachleuten geschätzt und respektiert, war er 1983 Mitglied der Jury der Internationalen Filmfestspiele von Cannes, 1988 der Internationale Filmfestspiele von Venedig und wurde zweimal zum Präsidenten der Unifrance gewählt, der Organisation, die für die Förderung des französischen Kinos im Ausland verantwortlich ist. Zuerst von 1971 bis 1973 und später von 1986 bis 1988. Er initiierte die ersten Projekte von Regisseuren wie Jean-Gabriel Albicocco mit Das Mädchen mit den goldenen Augen und Le grand Meaulnes sowie Raoul Coutard mit Hoa-Binh, der den Prix Jean-Vigo und den Prix de la Première Œuvre auf den Internationalen Filmfestspielen von Cannes erhielt und für den Oscar nominiert wurde.
Seine Koproduktionen mit seinem Freund, dem Produzenten und Regisseur Yves Robert (Alexander, der Lebenskünstler, Der Zerstreute, Alfred, die Knallerbse, Der große Blonde mit dem schwarzen Schuh) ermöglichten es, Pierre Richard und Francis Veber bekannt zu machen.
Seinen Regisseuren treu hat er mehrere Komödien von Michel Lang (Ein pikantes Geschenk) und Patrick Schulmann (P.R.O.F.S. – und die Penne steht Kopf) produziert, welche sowohl im Theater als auch im Fernsehen viel Zustimmung erhalten haben.
Gilbert de Goldschmidt wirkte auch bei der „Commission de contrôle cinématographique“ (1961–73) mit und war Mitglied der „Chambre syndicale des producteurs de films“ (1961–2000). Zudem war er Verwalter (1953–88), Vizepräsident (1964) und Präsident (1964–66) der „Société des Hôtels Réunis“ und Direktor des „Leicom Fund“ in Luxemburg (1985–99).

## Familie
Gilbert de Goldschmidt stammte aus der alten deutsch-jüdischen Familie Goldschmidt aus Frankfurt am Main. Geboren wurde er als Victor Emanuel Gilbert Fritz von Goldschmidt-Rothschild und war der Sohn des Malers und Kunstsammlers Rudolph Maximilian von Goldschmidt-Rothschild (1881–1962) und seiner Frau Marie-Anne von Friedländer-Fuld (1892–1973).
Seine Großeltern väterlicherseits waren der Bankier Maximilian von Goldschmidt-Rothschild (1843–1940) und Minna Karoline Freiin von Rothschild (1857–1903), welche wiederum die Tochter des Frankfurter Bankiers Wilhelm Carl Freiherr von Rothschild (1828–1901) und seiner Frau Hannah Mathilde von Rothschild (1832–1924) war. Mütterlicherseits waren die Großeltern der schlesische Montan-Industrielle Fritz von Friedlaender-Fuld (1858–1917) und Milly Antonie Fuld (1868–1943).
In erster Ehe heiratete Gilbert de Goldschmidt 1951 Jeanine Renée Petit (* 1927). In zweiter Ehe heiratete er 1958 France Roche (1921–2013). Mit ihr hatte er einen Sohn, Frédéric Rodolphe Emmanuel de Goldschmidt (* 1959). In dritter Ehe heiratete Gilbert de Goldschmidt 1974 France-Anne Motte. Mit ihr hatte er eine Tochter, Sarah Benedicte Emmanuellede Goldschmidt (* 1975). Diese wiederum heiratete Jerome Stern (* 1969), Gründer der Londoner Vermögensverwaltung „J. Stern & Co“.

## Filmografie
- 1954: Das zweite Leben
- 1955: L’Affaire Baby, Regie John Brahm
- 1957: Alchimie der Liebe (Un amour de poche), Regie Pierre Kast
- 1960: Sie hassen und sie lieben (Les Loups dans la bergerie), Regie Hervé Bromberger
- 1961: Das Mädchen mit den goldenen Augen (La fille aux yeux d’or), Regie Jean-Gabriel Albicocco
- 1962: Die vier Wahrheiten (Les 4 Vérités), Regie René Clair, Alessandro Blasetti, Luis G. Berlanga und Hervé Bromberger
- 1964: Die Regenschirme von Cherbourg (Les Parapluies de Cherbourg)
- 1967: Die Mädchen von Rochefort (Les Demoiselles de Rochefort)
- 1967: Le grand Meaulnes, Regie Jean-Gabriel Albicocco
- 1968: Alexander, der Lebenskünstler (Alexandre le bienheureux)
- 1970: Der Zerstreute (Le Distrait)
- 1970: Hoa-Binh, Regie Raoul Coutard
- 1972: Alfred, die Knallerbse (Les malheurs d’Alfred)
- 1972: Der große Blonde mit dem schwarzen Schuh (Le grand blond avec une chaussure noire)
- 1977: Dienerin und Herrin (Servante et Maîtresse), Regie Bruno Gantillon
- 1978: Trocadero (Trocadero bleu citron)
- 1979: Les Turlupins, Regie Bernard Revon
- 1981: Signé Furax, Regie Marc Simenon
- 1982: Ein pikantes Geschenk (Le Cadeau)
- 1983: L’Étincelle, Regie Michel Lang
- 1985: P.R.O.F.S... und die Penne steht Kopf (P.R.O.F.S.), Regie Patrick Schulmann
- 1987: Les Oreilles entre les dents, Regie Patrick Schulmann
- 1989: Suivez cet avion, Regie Patrice Ambard
- 1998: Comme une bête, Regie Patrick Schulmann

## Bücher
- Le rêve du papillon, Roman, 1989, ISBN 2-87645-098-4
- Un panier de cerises, Roman, 1992, ISBN 2-87744-581-X

## Ehrungen
- Offizier der Ehrenlegion
- Ordre national du Mérite
- Ordre des Arts et des Lettres